# 瓊塔山 (奇保區)
14°25′20″S 73°51′26″W / 14.42222°S 73.85722°W
瓊塔山（Chunta），是秘魯的山峰，位於該國中南部阿亞庫喬大區，由盧卡納斯省的奇保區負責管轄，屬於安地斯山脈的一部分，海拔高度4,800米。